# ガビン・クワン・アドシット
ガビン・クワン・アドシット（Gavin Kwan Adsit、1996年4月5日 - ）は、インドネシアのサッカー選手。ポジションは主にミッドフィールダー（MF）。

## 来歴
3歳の時にサッカーを始めた。
2013年2月、U-17インドネシア代表主将として参加したHKJCインターナショナルユーストーナメントにて優勝し最優秀選手に選出された。同年7月、1ヶ月のトライアルを経てCFRクルジュとの契約を締結。クルジュでは18試合12得点の好記録を残した。
より良い環境を求め、2014年にニーンドルファーTSV U-19へ移籍。同年8月、トライアル目的でJリーグ・FC東京の練習に参加。FC東京からの正式オファーを望んでいたが契約には至らなかった。Jリーグに好印象を持ち、同年末にはJリーグ合同トライアウト参加のために再訪日。調整のためにジュビロ磐田U-18に帯同したが体調不良のためトライアウト参加を見送った。
帰国後、ミトラ・クカールFCに加入。その後は2015年にバンドン・ラヤ、2016年にプサマニア・ボルネオFC、2017年にPSバリト・プテラと、国内クラブを転々とした。

## 所属クラブ
- バリ・ブルドッグス[4]
- ヴィラ2000
- 2013年  CFRクルジュ
- 2014年 - 2015年  ニーンドルファーTSV U-19 (de:Niendorfer TSV)
- 2015年  ミトラ・クカールFC (Mitra Kukar F.C.)
- 2015年 - 2016年  P.バンドン・ラヤ (現 マドゥーラ・ユナイテッドFC (Madura United F.C.) ）
- 2016年  プサマニア・ボルネオFC (Pusamania Borneo F.C.) 
  - 2016年  プサマニア・ボルネオU-21 (Pusamania Borneo U-21)
- 2017年 - 2019年  PSバリト・プテラ (PS Barito Putera)
- 2020年 -  バリ・ユナイテッドFC

## 個人成績
| クラブ成績   | クラブ成績     | クラブ成績   | リーグ | リーグ | カップ | カップ | 通算 | 通算 |
| シーズン     | クラブ         | リーグ       | 出場   | 得点   | 出場   | 得点   | 出場 | 得点 |
| インドネシア | インドネシア   | インドネシア | リーグ | リーグ | カップ | カップ | 通算 | 通算 |
| ------------ | -------------- | ------------ | ------ | ------ | ------ | ------ | ---- | ---- |
| 2015         | クカール       | ISL          |        |        |        |        |      |      |
| 2015         | PBR            | ISL          |        |        |        |        |      |      |
| 2016         | Pボルネオ      | ISA          |        |        |        |        |      |      |
| 2017         | バリト・プテラ | リガ1        |        |        |        |        |      |      |
| 総通算       |                |              |        |        |        |        |      |      |